# Philodromus montanus
Philodromus montanus là một loài nhện trong họ Philodromidae.
Loài này thuộc chi Philodromus. Philodromus montanus được Elizabeth Bangs Bryant miêu tả năm 1933.